# 1966-os labdarúgó-világbajnokság-selejtező (CONCACAF)
Az 1966-os labdarúgó-világbajnokság selejtezőjének CONCACAF-zónájában összesen 10 nemzet harcolhatta ki a világbajnoki részvételt. Guatemala indulását elutasította a FIFA, így végül 9 csapat vett részt a selejtezőkben.

## Lebonyolítás
- Első forduló: a 9 csapatot három darab 3 tagú csoportba osztották, amelyben és oda-visszavágós rendszerben, hazai pályán és idegenben és megmérkőztek egymás ellen. A csoportgyőztesek bejutottak a második fordulóba.
- Második forduló: a 3 továbbjutó csapatot egy 3 tagú csoportba osztották, amelyben és oda-visszavágós rendszerben, hazai pályán és idegenben és megmérkőztek egymás ellen és a csoportgyőztes kijutott az 1966-os világbajnokságra.

## Első forduló

### 1. csoport
| Hely. | Csapat           | M | Gy | D | V | G+ | G– | Gk | P | Továbbjutás                  |     | Mexikó | Amerikai Egyesült Államok | Honduras |
| ----- | ---------------- | - | -- | - | - | -- | -- | -- | - | ---------------------------- | --- | ------ | ------------------------- | -------- |
| 1.    | Mexikó           | 4 | 3  | 1 | 0 | 8  | 2  | +6 | 7 | Bejutott a második fordulóba |     | —      | 2–0                       | 3–0      |
| 2.    | Egyesült Államok | 4 | 1  | 2 | 1 | 4  | 5  | −1 | 4 |                              |     | 2–2    | —                         | 1–1      |
| 3.    | Honduras         | 4 | 0  | 1 | 3 | 1  | 6  | −5 | 1 |                              | 0–1 | 0–1    | —                         |          |

| 1965. február 28. |

| Honduras | 0–1         | Mexikó   |
| -------- | ----------- | -------- |
|          | Jegyzőkönyv | Díaz 62' |

| San Pedro Sula, Honduras Nézőszám: 7514 Játékvezető: Juan Corado (guatemalai) |

| 1965. március 4. |

| Mexikó                           | 3–0         | Honduras |
| -------------------------------- | ----------- | -------- |
| González 6' Aussín 14' Reyes 82' | Jegyzőkönyv |          |

| Azték stadion, Mexikóváros Nézőszám: 50 894 Játékvezető: Emilio Aguilar (guatemalai) |

| 1965. március 7. |

| Egyesült Államok           | 2–2         | Mexikó                 |
| -------------------------- | ----------- | ---------------------- |
| Schmotolocha 49' Bicek 59' | Jegyzőkönyv | González 34' Reyes 65' |

| Memorial Coliseum, Los Angeles Nézőszám: 19 337 Játékvezető: Raymond Morgan (kanadai) |

| 1965. március 12. |

| Mexikó              | 2–0         | Egyesült Államok |
| ------------------- | ----------- | ---------------- |
| Díaz 9' Navarro 57' | Jegyzőkönyv |                  |

| Azték stadion, Mexikóváros Nézőszám: 64 285 Játékvezető: Jose Urtrecho Gutiérrez (nicaraguai) |

| 1965. március 17. |

| Honduras | 0–1         | Egyesült Államok |
| -------- | ----------- | ---------------- |
|          | Jegyzőkönyv | Murphy 70'       |

| San Pedro Sula, Honduras Nézőszám: 1268 Játékvezető: Guillermo Umana (nicaraguai) |

| 1965. március 21. |

| Egyesült Államok | 1–1         | Honduras   |
| ---------------- | ----------- | ---------- |
| Murphy 80'       | Jegyzőkönyv | Taylor 85' |

| Estadio Nacional, Tegucigalpa Nézőszám: 2331 Játékvezető: Rodolfo Navarro (Costa Rica-i) |

### 2. csoport
| Hely. | Csapat           | M | Gy | D | V | G+ | G– | Gk | P | Továbbjutás                  |     | Jamaica | Holland Antillák | Kuba |
| ----- | ---------------- | - | -- | - | - | -- | -- | -- | - | ---------------------------- | --- | ------- | ---------------- | ---- |
| 1.    | Jamaica          | 4 | 2  | 1 | 1 | 5  | 2  | +3 | 5 | Bejutott a második fordulóba |     | —       | 2–0              | 2–0  |
| 2.    | Holland Antillák | 4 | 1  | 2 | 1 | 2  | 3  | −1 | 4 |                              |     | 0–0     | —                | 1–1  |
| 3.    | Kuba             | 4 | 1  | 1 | 2 | 3  | 5  | −2 | 3 |                              | 2–1 | 0–1     | —                |      |

| 1965. január 16. |

| Jamaica             | 2–0         | Kuba |
| ------------------- | ----------- | ---- |
| Black 11' Blair 51' | Jegyzőkönyv |      |

| Kingston, Jamaica Nézőszám: 10 100 Játékvezető: Boniua (Costa Rica-i) |

| 1965. január 20. |

| Holland Antillák | 1–1 | Kuba       |
| ---------------- | --- | ---------- |
| Sille 50'        |     | Piedra 73' |

| Kingston, Jamaica Nézőszám: 4005 Játékvezető: Gómez (hondurasi) |

| 1965. január 23. |

| Jamaica         | 2–0 | Holland Antillák |
| --------------- | --- | ---------------- |
| Dunkley 11' 64' |     |                  |

| Kingston, Jamaica Nézőszám: 12 264 Játékvezető: Gómez (hondurasi) |

| 1965. január 30. |

| Kuba | 0–1 | Holland Antillák |
| ---- | --- | ---------------- |
|      |     | Sille 27'        |

| Havanna, Kuba Nézőszám: 3040 Játékvezető: Buergo (mexikói) |

| 1965. február 3. |

| Holland Antillák | 0–0 | Jamaica |
| ---------------- | --- | ------- |
|                  |     |         |

| Havanna, Kuba Nézőszám: 1218 Játékvezető: Buergo (mexikói) |

| 1965. február 7. |

| Kuba                        | 2–1         | Jamaica     |
| --------------------------- | ----------- | ----------- |
| Santos 1' (pen) Martínez 6' | Jegyzőkönyv | Dunkley 14' |

| Havanna, Kuba Nézőszám: 1176 Játékvezető: Ramiro Garcia (mexikói) |

### 3. csoport
| Hely. | Csapat             | M | Gy | D | V | G+ | G– | Gk | P | Továbbjutás                  |     | Costa Rica | Suriname | Trinidad és Tobago |
| ----- | ------------------ | - | -- | - | - | -- | -- | -- | - | ---------------------------- | --- | ---------- | -------- | ------------------ |
| 1.    | Costa Rica         | 4 | 4  | 0 | 0 | 9  | 1  | +8 | 8 | Bejutott a második fordulóba |     | —          | 1–0      | 4–0                |
| 2.    | Suriname           | 4 | 1  | 0 | 3 | 8  | 9  | −1 | 2 |                              |     | 1–3        | —        | 6–1                |
| 3.    | Trinidad és Tobago | 4 | 1  | 0 | 3 | 5  | 12 | −7 | 2 |                              | 0–1 | 4–1        | —        |                    |

| 1965. február 7. |

| Trinidad és Tobago                      | 4–1         | Suriname   |
| --------------------------------------- | ----------- | ---------- |
| Gellineau 2' Corneal 28' Aleong 38' 46' | Jegyzőkönyv | Haltman 4' |

| Port of Spain, Trinidad és Tobago Nézőszám: 3272 Játékvezető: Teodorus G Koestsier (Holland Antilláki) |

| 1965. február 12. |

| Costa Rica    | 1–0         | Suriname |
| ------------- | ----------- | -------- |
| Rodríguez 55' | Jegyzőkönyv |          |

| San José, Costa Rica Nézőszám: 12 868 Játékvezető: Willaim McKeand (jamaicai) |

| 1965. február 21. |

| Costa Rica                                         | 4–0         | Trinidad és Tobago |
| -------------------------------------------------- | ----------- | ------------------ |
| Hernández 28' (11-esből) 50' Daniels 80' Marín 84' | Jegyzőkönyv |                    |

| San José, Costa Rica Nézőszám: 10 133 Játékvezető: Rafael Valenzuela (mexikói) |

| 1965. február 28. |

| Suriname    | 1–3         | Costa Rica             |
| ----------- | ----------- | ---------------------- |
| Krenten 71' | Jegyzőkönyv | Marín 10' 70' Soto 27' |

| Paramaribo, Suriname Nézőszám: 7704 Játékvezető: Ortega (venezuelai) |

| 1965. március 7. |

| Trinidad és Tobago | 0–1         | Costa Rica    |
| ------------------ | ----------- | ------------- |
|                    | Jegyzőkönyv | Hernández 29' |

| Port of Spain, Trinidad és Tobago Nézőszám: 3293 Játékvezető: Figueroa (Holland Antilláki) |

| 1965. március 14. |

| Suriname                                            | 6–1         | Trinidad és Tobago |
| --------------------------------------------------- | ----------- | ------------------ |
| Haltman 9' 19' Waterval ?' Kluivert 31' Krenten 44' | Jegyzőkönyv | Sookram            |

| Paramaribo, Suriname Nézőszám: 3417 Játékvezető: Osorio Katzenstein (venezuelai) |

## Második forduló
| Hely. | Csapat     | M | Gy | D | V | G+ | G– | Gk  | P | Továbbjutás                          |     | Mexikó | Costa Rica | Jamaica |
| ----- | ---------- | - | -- | - | - | -- | -- | --- | - | ------------------------------------ | --- | ------ | ---------- | ------- |
| 1.    | Mexikó     | 4 | 3  | 1 | 0 | 12 | 2  | +10 | 7 | Kijutott az 1966-os világbajnokságra |     | —      | 1–0        | 8–0     |
| 2.    | Costa Rica | 4 | 1  | 2 | 1 | 8  | 2  | +6  | 4 |                                      |     | 0–0    | —          | 7–0     |
| 3.    | Jamaica    | 4 | 0  | 1 | 3 | 3  | 19 | −16 | 1 |                                      | 2–3 | 1–1    | —          |         |

| 1965. április 25. |

| Costa Rica | 0–0         | Mexikó |
| ---------- | ----------- | ------ |
|            | Jegyzőkönyv |        |

| San José, Costa Rica Nézőszám: 20 654 Játékvezető: Raymond Morgan (kanadai) |

| 1965. május 3. |

| Jamaica                      | 2–3         | Mexikó                                |
| ---------------------------- | ----------- | ------------------------------------- |
| Asher Welch 11' Bartlett 36' | Jegyzőkönyv | Padilla 13' Cisneros 71' Jáuregui 81' |

| Kingston, Jamaica Nézőszám: 8138 Játékvezető: Montes de Oca (guatemalai) |

| 1965. május 7. |

| Mexikó                                                        | 8–0         | Jamaica |
| ------------------------------------------------------------- | ----------- | ------- |
| Cisneros 17' 89' Fragoso 20' 70' Díaz 32' 41' 90' Padilla 67' | Jegyzőkönyv |         |

| Azték Stadion, Mexikóváros Nézőszám: 52 017 Játékvezető: Rodolfo Navarro (nicaraguai) |

| 1965. május 11. |

| Costa Rica                                                   | 7–0         | Jamaica |
| ------------------------------------------------------------ | ----------- | ------- |
| Jiménez 40' Daniels 54' 85' Quirós 63' 77' 88' Hernández 73' | Jegyzőkönyv |         |

| San José, Costa Rica Nézőszám: 4003 Játékvezető: Richard Giebner (amerikai) |

| 1965. május 16. |

| Mexikó       | 1–0         | Costa Rica |
| ------------ | ----------- | ---------- |
| Cisneros 16' | Jegyzőkönyv |            |

| Azték Stadion, Mexikóváros Nézőszám: 64 276 Játékvezető: Raymond Morgan (kanadai) |

| 1965. május 22. |

| Jamaica       | 1–1         | Costa Rica |
| ------------- | ----------- | ---------- |
| Art Welch 70' | Jegyzőkönyv | Daniels 6' |

| Kingston, Jamaica Nézőszám: 3031 Játékvezető: Marco Carcamo (hondurasi) |

## Kijutott csapatok
Az alábbi csapat jutott ki a CONCACAF-zónából az 1966-os labdarúgó-világbajnokságra.
| Csapat | Kijutás               | Kijutás dátuma  | Korábbi részvételek a világbajnokságon1 |
| ------ | --------------------- | --------------- | --------------------------------------- |
| Mexikó | A 2. forduló győztese | 1965. május 22. | 5 (1930, 1950, 1954, 1958, 1962)        |